# Wapishana jezik
Wapishana jezik (ISO 639-3: wap; uapixana, vapidiana, wapichan, wapichana, wapisana, wapishshiana, wapisiana, wapitxana, wapixana), sjevernoaravački jezik kojim govori oko 12 500 Wapishana Indijanaca, od čega 6 000 u jugozapadnoj Gvajani (2000 J. Forte), južno od planina Kanuku i 6 500 u Brazilu (2000 ISA), u državi Roraima.
Wapishanski zajedno s još dva druga jezika, atorada [aox] (Guyana) i mapidian [mpw] (Brazil) čini wapishansku podskupinu aravačkih jezika. Ima dva dijalekta kojim govore ili su govorila istoimena plemena Amariba i Atorai. Pripadnici plemena sebe zovu Wapichana ili Wapichan. U Gvajani je u upotrebi i engleski [eng], dok se u Brazilu služe i portugalskim [por].
Dijalekt i pleme Atorai se ne smiju brkati s Atroarima

## Vanjske poveznice
- Ethnologue (14th)
- Ethnologue (15th)